# Nicolae Steinhardt
Nicolae Aurelian Steinhardt (n. 29 iulie 1912, Pantelimon, România – d. 30 martie 1989, Baia Mare, România) a fost un scriitor, critic literar, eseist, jurist și publicist român. De origine evreiască, s-a convertit la religia creștină ortodoxă în închisoarea de la Jilava, și-a luat numele de fratele Nicolae, și s-a călugărit după punerea sa în libertate. Este autorul unei opere unice în literatura română, Jurnalul fericirii. A fost doctor în drept constituțional.

## Biografie
S-a născut la 29 iulie 1912 în comuna Pantelimon de lângă București, Nicu-Aurelian Steinhardt, într-o familie evreiască. Tatăl său, inginerul și arhitectul Oscar Steinhardt, era directorul fabricii de mobilă și cherestea. Oscar Steinhardt a participat activ la Primul Război Mondial, fiind rănit la Mărăști și decorat cu ordinul Virtutea Militară.

### Studii
Între anii 1919–1929 a urmat cursurile școlii primare (în particular și la școala Clementa) și ale liceului Spiru Haret. Debutează la Revista Vlăstarul. Printre colegii de aici s-au numărat Constantin Noica, Mircea Eliade, Arșavir Acterian, Haig Acterian, Alexandru Paleologu, Dinu Pillat, Marcel Avramescu ș.a. Deși era singurul elev de confesiune mozaică, a urmat alături de colegii săi cursurile de religie creștină, cu preotul Georgescu-Silvestru, care, de mai multe ori, spunea clasei: „decât să văd ministru al Cultelor pe un papistaș ca Maniu, mai bine pe un jidan de-al nostru, băiat de treabă cum e” (Primejdia mărturisirii, pp. 171–172) Nicu Steinhardt. Și-a luat bacalaureatul în 1929.
După 1929 a frecventat cenaclul literar Sburătorul al lui Eugen Lovinescu.
Și-a luat licența în Drept și Litere la Universitatea din București în 1934, iar în 1936 și-a susținut la București doctoratul în drept constituțional, cu lucrarea Principiile clasice și noile tendințe ale dreptului constituțional. Critica operei lui Léon Duguit, publicată în același an.
Din această perioadă datează începutul prieteniei cu Emanuel Neuman (Manole), pe care a considerat-o „până la botez, evenimentul cel mai de seamă” (Jurnalul fericirii, p. 121).

### Începutul activității literare
Antisthius este pseudonimul, - inspirat de numele unui personaj din Caracterele lui Jean de La Bruyère - sub care Nicolae Steinhardt a publicat primele sale apariții editoriale:
- în 1934 – În genul ... tinerilor, volum parodic, Editura Cultura Poporului, București, 1934, reeditare Editura PAN, 1993, ISBN 973-95708-6-0, reeditare București, Ed. Humanitas, 1996;
- în 1935 – Essai sur la conception catholique du Judaisme, editura Cultura românească din București,
- în 1937 – Illusion et réalités juives, Librairie Lipschutz din Paris.

Cartea „În genul… tinerilor” a fost volumul de debut al lui N. Steinhardt, apărut în 1934 și reeditat în 1993 și 1996. Volumul conține pastișe și parodii după Mircea Eliade, Emil Cioran și Constantin Noica, dar și după avangarda interbelică ori literatura stângistă de tip Petre Bellu sau Panait Istrati , repudiate mai târziu de autor.
Între 1934-1935, Steinhardt a mai folosit episodic pseudonimul "Antisthius", în "Revista burgheză", unde a publicat pentru a parodia stilul revistelor Criterion și Vremea, precum și pe Eugen Ionescu.
Ultimele două lucrări, publicate în limba franceză, în care încerca să-și asume ca experiență spirituală religia iudaică a părinților săi, sunt realizate în colaborare și sub influența prietenului său, Emanuel Neuman.
Cartea "Illusion et réalités juives" (Iluzii și realități evreiești) se încheie cu concluzia că „problema evreiască (subiect actual în 1937) nu poate exista într-un regim economic normal”, ci numai într-unul dominat de tirania Statului, de orice tip.
Între anii 1937-1939 călătorește în Elveția, în Austria (familia sa avea ceva legături de rudenie cu cea a lui Freud), în Franța și în Anglia, întregindu-și bagajul de cunoștințe.
În 1939 revine în țară și începe să lucreze ca redactor la Revista Fundațiilor Regale, la recomandarea lui Camil Petrescu, de unde este înlăturat (împreună cu Vladimir Streinu) în anul 1940, în cadrul acțiunii de "purificare etnică" declanșată sub guvernarea Antonescu-Sima. Urmează o perioadă de privațiuni pe motive etnice (1940-1944).
Din 1944 revine la "Revista Fundațiilor Regale" depunând o intensă activitate publicistică și critică. Dar este din nou înlăturat în 1947, se pare în urma unui denunț al lui George Călinescu. În același timp, mai colaborează la Universul literar, Libertatea și Viața românească. Printre scriitorii săi favoriți se numărau Marcel Proust, André Gide, Aldous Huxley, Simone Weil.
După 1947 este dat afară din barou, i se refuză publicarea textelor și execută câteva slujbe mărunte, adesea necalificate. Între 1948 și 1959 suferă o nouă perioadă de privațiuni, alături de pleiada intelectualității românești interbelice.

### Încarcerarea

#### Arestarea
În 1958 a fost arestat Constantin Noica și grupul său de prieteni din care făceau parte și Nicu Steinhardt, alături de Dinu Pillat, Alexandru Paleologu, Vladimir Streinu, Sergiu Al-George, Păstorel Teodoreanu, Dinu Ranetti, Mihai Rădulescu, Theodor Enescu, Marieta Sadova ș.a. La 31 decembrie 1959 este convocat la Securitate, cerându-i-se să fie martor al acuzării, punându-i-se în vedere că dacă refuză să fie martor al acuzării, va fi arestat și implicat în lotul intelectualilor mistico-legionari. Anchetat pentru că a refuzat să depună mărturie împotriva lui Constantin Noica, este condamnat în Lotul Noica-Pillat la 12 ani de muncă silnică, 7 ani de degradare civică și confiscarea totală a averii personale, sub acuzația de "infracțiune de uneltire contra ordinii sociale".

#### Botezul
Acest eveniment înlătură „orice dubiu, șovăială, teamă, lene, descumpănire” (Primejdia mărturisirii, p. 178) și grăbește luarea deciziei de a se boteza. La 15 martie 1960, în închisoarea Jilava, ieromonahul basarabean Mina Dobzeu l-a botezat, naș de botez fiindu-i Emanuel Vidrașcu (coleg de lot, fost șef de cabinet al mareșalului Ion Antonescu), iar ca martori ai tainei participă Alexandru Paleologu, doi preoți romano-catolici, doi preoți uniți și unul protestant, „spre a da botezului un caracter ecumenic” (cf. Jurnalul fericirii). După cum a scris în Jurnal, botezul s-a petrecut foarte repede.

#### Jurnalul fericirii
Episodul dă naștere cărții Jurnalul fericirii, care reprezintă, după propria-i mărturie, testamentul lui literar. Redactat la începutul anilor 1970, această primă variantă - circa 570 de pagini dactilografiate - este încredințată prietenului său ce fusese închis ca și el, poetul Ion Caraion care o duce la Securitate în 1972. Lucrarea îi va fi restituită în 1975, după numeroase intervenții pe lângă Uniunea Scriitorilor. Între timp, autorul finalizează a doua variantă, mai amplă, de 760 pagini dactilografiate. Jurnalul fericirii este confiscat a doua oară în 1984. Redactând în tot acest timp mai multe versiuni, acestea au fost scoase pe ascuns din țară, două dintre ele ajungând în posesia Monicăi Lovinescu și a lui Virgil Ierunca, la Paris. Cartea circulase în samizdat printre intelectualii epocii. Monica Lovinescu o difuzează în serial la microfonul postului de radio Europa Liberă între anii 1988 și 1989.
Temându-se de noi intervenții din partea Securității, N. Steinhardt face apel la prietenul său mai tânăr, Virgil Ciomoș, pentru a-i salva manuscrisele. Acesta publică Jurnalul în 1991, iar în 1992 cartea primește premiul pentru cea mai bună carte a anului.

#### Nicolae Steinhardt și rasismul
Câteva fragmente din Jurnalul fericirii lasă loc pentru interpretări în ceea ce privește aderența autorului la ideile legionare ale intelectualității perioadelor interbelică și a deportărilor în Transnistria: „Printre țigani. Rasismul este o demență, dar - cum să spun? - nerasismul, contestarea unor rase deosebite, fiecare cu însușirile ei, este o nerozie.
Sunt mai ales certăreți, rostul vieții lor e gâlceavă, harță: gălăgioși; fără de larmă și tărăboi se asfixiază și pier; pângăritori, au un dar neîntrecut de a terfeli totul; mincinoși, mințim cu toții, dar idealizăm realul, la ei e altfel, ca la antimaterie. Și găsesc de cuviință să-și întărească minciunile cu jurăminte grele: "să-mi sară ochii", "să-mi moară mama", "să fiu nebun".
Și nu le poți intra în voie. Oricât de frumos le vorbești: orice umilință, orice fățărnicie: deopotrivă de inutile. Leneși, urăsc pe cine le cere un efort, o lene îndărătnică, violentă ca instinctul de conservare. Și nu pot bea în cârciumi, numai afară pe stradă, cu sticlele înșirate alături și puradeii roată; o maidanofilie, un exhibiționism, o nostalgie a bâlciului; și un jind al ocării, țipetelor, poalelor date peste cap. Spurcăciunea. Dracul sordid, dracul poltron, dracul țopăitor. Cărora Coșbuc le-a găsit nume atât de potrivite și care-n infern își fac din cur o goarnă.”

#### Eliberarea
Este supus rigorilor detenției din închisorile comuniste de la Jilava, Gherla, Aiud etc. până în august 1964, când este eliberat, în urma grațierii generale a deținuților politici. Îndată după eliberarea din detenție, la schitul Darvari, își desăvârșește taina botezului prin mirungere și primirea sfintei împărtășanii.

### Reluarea activității literare
După 1964, la insistențele prietenilor săi C. Noica și Al. Paleologu, reintră în viața literară prin traduceri, medalioane, eseuri, cronici publicate în Secolul 20, Viața Românească, Steaua, Familia, Vatra, Orizont, Echinox, Opinia studențească etc. În urma acestor colaborări, vor rezulta mai multe volume de eseuri și critică literară: Între viață și cărți (1976), Incertitudini literare (1980, care primește Marele Premiu al criticii literare).

### Perioada de mănăstire
După moartea tatălui său (1967) începe să-și caute o mănăstire. În 1975 vine la mănăstirea unde se afla ieromonahul Mina Dobzeu, însă episcopul Partenie Ciopron refuză să-i permită șederea, așa încât părintele Mina îl trimite la arhiepiscopul Teofil Herineanu de la Cluj și la episcopul Iustinian Chira de la Baia Mare. Întâmplarea a făcut însă ca în 1976 Constantin Noica să îl întâlnească, la o lansare de carte care a avut loc la Cluj, pe Iustinian Chira, bun prieten al lui Ioan Alexandru și al scriitorilor în general. Invitat de acesta, Noica ajunge în scurt timp la Mănăstirea Rohia unde zăbovește 3 zile. Cadrul natural și biblioteca vastă îl impresionează deopotrivă pe marele filosof care nu ezită să îi povestească lui Steinhardt despre cele văzute la Rohia, mai ales că îi știa gândul de a se retrage într-o mănăstire.
În 1978, Steinhardt stă vara la Rohia pentru ca în anul următor să se stabilească definitiv acolo ca bibliotecar, cu aprobarea episcopului Iustinian. La data de 16 august 1980 este tuns în monahism la mănăstirea Rohia de către episcopul Iustinian Chira și arhiepiscopul Teofil Herineanu, care îl iau sub aripa lor ocrotitoare. Arhimandritul Serafim Man, starețul mănăstirii Rohia, îl integrează în obștea mănăstirii. La mănăstire pune în ordine cele peste 23.000 de volume ale mănăstirii, se integrează în viața mănăstirii (participă la slujbe, povățuiește pelerinii, predică), iar, în paralel, își intensifică activitatea literară. Volume publicate în această perioadă: Geo Bogza - un poet al Efectelor, Exaltării, Grandiosului, Solemnității, Exuberanței și Patetismului (1982), Critică la persoana întâi (1983), Escale în timp și spațiu (1987) și Prin alții spre sine (1988). Aceste volume îl impun ca un eseist de marcă al literaturii române.

### Moartea
În martie 1989 angina pectorală de care suferea se agravează și N. Steinhardt se decide să plece la București pentru a vedea un medic specialist. Face drumul spre Baia Mare împreună cu părintele Iustin Hodea - starețul mănăstirii - și cu părintele Paisie Rogojan cărora le mărturisește: „Tare mă supără niște gânduri, că nu m-a iertat Dumnezeu de păcatele tinereții mele”. Iar părintele Iustin îi răspunde: „Satana care vede că nu mai te poate duce la păcat, te tulbură cu trecutul. Deci, matale care ai trecut la creștinism și te-ai botezat, ți-a iertat păcatele personale și păcatul originar. Te-ai spovedit, te-ai mărturisit, ai intrat în monahism, care este iarăși un botez prin care ți-a iertat toate păcatele. Fii liniștit că aceasta este o provocare de la cel rău, care îți aduce tulburare ca să n-ai liniște nici acum”.
În aerogara din Baia Mare, înainte de îmbarcare pentru București, suferă un infarct și este dus la spitalul din Baia Mare, unde moare câteva zile mai târziu, joi, 30 martie 1989, (capitolul Repere biobibliografice întocmit de Virgil Bulat).
În ajunul morții sale, Ioan Pintea și Virgil Ciomoș au trecut pe la mănăstire și au recuperat din chilia călugărului-scriitor o bună parte a textelor sale. Acestea și alte texte, recuperate de prin edituri sau de la prieteni, au fost publicate postum. La înmormântarea sa, riguros supravegheată de Securitate, s-au strâns cei mai buni prieteni, alături de care a suferit nedreptățile regimului comunist.

## Operă
La Editura Polirom i se publică (în coeditare cu Mănăstirea „Sfânta Ana” Rohia) integrala operei sale. Seria de autor cuprinde atât operele de tinerețe (începând cu articolele publicate în presa interbelică, cu volumul de debut din 1934, În genul… tinerilor, și cu teza de doctorat, Principiile clasice și noile tendințe ale dreptului constituțional. Critica operei lui Léon Duguit, publicată în 1936), cât și operele publicate după 1964, când N. Steinhardt a fost eliberat din închisoare.

### Volume proprii
- Antisthius, În genul... tinerilor, Editura Cultura Poporului, București, 1934.[11]
- N. Steinhardt, Principiile clasice și noile tendințe ale dreptului constituțional. Critica operei lui Léon Duguit (teză de doctorat la Universitatea București, 1934).
- N. Steinhardt (în colaborare cu Emanuel Neuman), Essai sur la conception catholique du Judaisme, 1935.
- N. Steinhardt (în colaborare cu Emanuel Neuman), Illusion et réalités juives, 1937.
- N. Steinhardt, Incertitudini literare, Editura Dacia, Colecția Discobolul, Cluj-Napoca, 1980, fără ISBN.
- N. Steinhardt, Geo Bogza, un poet al Efectelor, Exaltării, Grandiosului, Solemnității, Exuberanței și Patetismului, Editura Albatros, București, 1982, fără ISBN.
- N. Steinhardt, Critică la persoana întîi, Editura Dacia, Cluj-Napoca, 1983, fără ISBN.
- N. Steinhardt, Escale în timp și spațiu, sau Dincolo și dincolo de texte, Editura Cartea românească, 1987, fără localitate, fără ISBN.
- N. Steinhardt, Prin alții spre sine. Eseuri vechi și noi, Editura Eminescu, „Biblioteca Eminescu”, București, 1988.
- N. Steinhardt, Jurnalul fericirii, Editura Dacia, Cluj-Napoca, 1991 (reeditat de mai multe ori, ISBN ediția 1994: ISBN 973-35-0364-9).
- Nicolae Steinhardt (Monahul Nicolae De La Rohia), Dăruind vei dobîndi - Cuvinte de credință, Editura Episcopiei Ortodoxe Române a Maramureșului și Sătmarului, Baia Mare, 1992, fără ISBN.
- N. Steinhardt (pe copertă) [ediție anastatică: Antisthius, În genul... tinerilor, Editura Cultura Poporului, București, 1934], Editura PAN, 1993, ISBN 973-95708-6-0.
- N. Steinhardt, Cartea împărtășirii, Biblioteca Apostrof, Cluj, 1995, ISBN 973-96825-3-7.
- N. Steinhardt, Călătoria unui fiu risipitor, Editura Adonai, 1995, fără localitate, ISBN 973-97030-3-8.
- N. Steinhardt (Antisthius), În genul lui Cioran, Noica, Eliade..., Editura Humanitas, București, 1996, ISBN 973-28-0655-9 (reeditare a: Antisthius, În genul...tinerilor, 1934).
- Zaharia Sângeorzan, Monahul de la Rohia - Nicolae Steinhardt răspunde la 365 de întrebări, Editura Humanitas (Colecția „Memorii/Jurnale/Convorbiri”), București, 1998, ISBN 973-28-0896-9 (ediția I la Editura revistei Literatorul, București, 1992) (reeditat 2003, ISBN 973-50-0662-6).
- N. Steinhardt, Ispita lecturii, Editura Dacia (Colecția „Discobolul”), Cluj-Napoca, 2000, ISBN 973-35-1025-4.
- N. Steinhardt în dialog cu Ioan Pintea, Primejdia mărturisirii, Editura Dacia (Colecția „Homo religiosus”), Cluj-Napoca, ediția a III-a, 2000, ISBN 973-35-0994-9 (ediția I în 1993).
- N. Steinhardt, Drumul către isihie, Editura Dacia (Colecția „Discobolul”), ediția a doua, Cluj-Napoca, 2001 (în descrierea CIP a Bibliotecii Naționale 2000), ISBN 973-35-0993-0 (ediția I în 1999).
- N. Steinhardt, Dumnezeu în care spui că nu crezi... (Scrisori către Virgil Ierunca: 1967-1983), Editura Humanitas, București, 2000.
- N. Steinhardt, Eu însumi și alți câțiva (eseuri noi și vechi), Editura Dacia (Colecția „Discobolul”), Cluj-Napoca, 2001, ISBN 973-35-1182-X.
- Arșavir Acterian, Amintiri despre Nicolae Steinhardt, crestomație, Editura Dacia (Colecția „Alternative”), Cluj-Napoca, 2002, ISBN 973-35-1306-7.
- N. Steinhardt, Monologul polifonic - ediția întâi: Editura Dacia, Cluj-Napoca, 1991, ISBN 973-35-0185-9 ; ediția a doua: Editura Dacia (Colecția „Discobolul”), Cluj-Napoca, 2002, ISBN 973-35-1338-5.
- N. Steinhardt, Eseu romanțat asupra neizbînzii, Editura Timpul, Iași, 2003, ISBN 973-612-067-8.
- N. Steinhardt, Între lumi - Convorbiri cu Nicolae Băciuț, Editura Tipomur, Târgu-Mureș, 1994, ISBN 973-9168-05-1.
- N. Steinhardt, Între lumi, Editura Dacia (Colecția "Alternative"), Cluj-Napoca, 2001 (reeditare).

### Alte contribuții literare
- Cuvânt înainte la cartea Svetlanei Paleologu-Matta, Eminescu și abisul ontologic, Editura Aarhus, Olanda, 1988; Editura Științifică, București, 1994, ISBN 973-44-0125-4.
- N. Steinhardt, Autobiografie, apărută în ziarul "Ziua" (nr. 913/21-22 iunie 1997) și în "România literară", nr. 46/19-25 noiembrie 1997.

### Traduceri făcute de Nicolae Steinhardt

#### Traduceri din engleză în română
- James Barlow, Personalul de 1 și 6, (1971).
- David Storey, Viața sportivă, (1972).
- Max Oliver Lacamp, Focurile mâniei, (1972).
- Rudyard Kipling, Stalky et comp., (1977).
- Gaston Boissier, Cicero și prietenii săi, (1977).
- Robert Graves, Eu, Claudius, Zeul..., (1979).
- Sherwood Anderson, Winesburg în Ohio, Editura Romhelion, 1993, fără localitate, ISBN 973-9052-21-5.

#### Traduceri din română în franceză
- Vies des moines de Moldavie. Enseignements et apophtegmes des grands spirituels de l'Eglise Orthodoxe de Roumanie aux 19e et 20e siècles par le Père Ioanichie Bălan - Traduction du texte roumain par le Père Nicolas Steinhardt. Monastère de Chevetogne, 1986.

### Traducerea în alte limbi a volumuluiJurnalul fericirii
- italiană: Diario della felicità (traducere de Gabriella Bertini Carageani), Bologna: Il Mulino, 1995, reeditat în 2017 cu ISBN 8897908330, 9788897908333.
- franceză: Journal de la félicité (traducere de Marily Le Nir, cu o prefață de Olivier Clément), 1996, ISBN 92-3-203209-0 si ISBN 2-86829-070-1 , Arcantère Éditions / Éditions UNESCO, reeditat în 1999 cu ISBN 2-86829-072-8.
- spaniolă: El diário de la felicidad (traducere, note și studiu critic de Viorica Patea și Fernando Sánchez Miret), Ediciones Sígueme, Salamanca, 2007, ISBN 978-84-301-1658-4.
- portugheză braziliană: O Diário da Felicidade (traducere de Elípio Mário Dantas Fonseca), Editura É Realizações, São Paulo, 2009, 978-85-88062-79-5, reeditat în 2017.
- maghiară: Napló a boldogságról. Fordította: Dankuly Csaba, Dankuly Levente. Koinónia, Cluj, 2007, ISBN 978-973-7605-56-6.
- ebraică: Yoman ha'osher (traducere de Yotam Reuveny), 2007, editura Nymrod, Israel
- greacă: Νικολάι Στάινχαρτ. Το ημερολόγιο της ευτυχίας (traducere de Νεκτάριος Κουκοβίνος). Αθήνα: Μαΐστρος 2006, reeditat în 2007 cu ISBN 978-960-8252-44-8 și în 2009.

Traducerea în franceză a volumului Dăruind vei dobândi
Donne et tu recevras (traducere, prefată si biografie de Michel Simion) 2017, Edition Apostolia, ISBN : 979-10-97454-00-5

## Articole și studii despre N. Steinhardt și opera sa
- Colectiv de autori, Nicu Steinhardt în dosarele Securității 1959-1989, Nemira, 2005.
- George Ardeleanu, Nicolae Steinhardt și paradoxurile libertății, Editura Humanitas, București,2009 [12]
- George Ardeleanu, Nicolae Steinhardt. Monografie, antologie comentată, receptare critică, Editura Aula, Brașov.
- Monica Pillat, "Jurnalul fericirii", în Revista de istorie și teorie literară, an XL, nr. 1-2/1992, Editura Academiei Române.
- Arhimandrit Serafim Man, "N. Steinardt, intelectualul-monah", în revista Limba și literatura română, an XXV, nr. 1 (ianuarie-martie), București, 1996.
- Virgil Bulat, "Cuvânt înainte" la volumul Monologul polifonic, Editura Dacia, Cluj-Napoca, 1991.
- Olivier Clément, "Préface" la volumul Journal de la félicité, Arcantère / UNESCO, Cluj-Napoca, 1995.
- Adrian Mureșan, Hristos nu trage cu ochiul. N.Steinhardt&generația '27, Editura Limes, Cluj-Napoca, 2006
- Nicolae Morar, Dimensiunea creștină a operei lui N.Steinhardt, Editura Paideia, București, 2004
- Amintiri despre N.Steinhardt, crestomație de Arșavir Acterian, Editura Dacia, Cluj-Napoca, 2002
- Marius Mihet, N. Steinhardt. Ipostaze necontradictorii, „Romania literara”, nr. 49/2016
- N. Steinhardt sau fericirea de a fi creștin. Caietele de la Rohia (I), (II), (III), (IV), ed.îngrijită și note de Florian Roatiș, Editura Helvetica, Baia Mare, 1999, 2000, 2001, 2002
- Elena Ciungan , „Nicolae Steinhardt-viata ca o poveste de dragoste”,- teza de doctorat, Editura CD Press Bucuresti, 2010
- Michel Simion, « Nicolae Steinhardt, prédicateur de la félicité » in  « Nos pratiques homilétiques : enjeux liturgiques et théologiques » - 62e Semaine d’études liturgiques Saint-Serge, Münster, Aschendorff, 2017
- Constantin Jinga, Nicolae Steinhardt (1912-1989), în vol. Dumitru Tucan (ed.), Mémoire, histoire, témoignage. Essais sur la littérature du goulag est-européen, Jatepress, Szeged, 2014, pp.105-151

## Monografie Steinhardt
În 2009 apare la editura Humanitas o monografie dedicată lui Nicolae Steinhardt-N.Steinhardt și paradoxurile libertății- scrisă de George Ardeleanu de la Facultatea de Litere din București. Lucrarea, la origine teză de doctorat, apreciată intens în mediul intelectual românesc, cuprinde, între altele, o serie de studii privind urmăririle lui Steinhardt de către Securitate sau felul cum a fost receptată generația 80, de exemplu, de acesta.